# السياحة في إيرلندا
السياحة في إيرلندا، بالإنجليزية Tourism in the Republic of Ireland- تعد السياحة في جمهورية إيرلندا أحد أكبر المساهمين في اقتصاد إيرلندا، حيث تساهم بنحو 9.0% من الناتج المحلي الإجمالي. في عام 2017م زار البلاد حوالي مليون شخص، أي حوالي 1.8 مرة من عدد سكان إيرلندا. يتم تحقيق حوالي 5.2 مليار يورو من الإيرادات سنويًا من خلال الأنشطة الاقتصادية المرتبطة بشكل مباشر بالسياحة، وهو ما يمثل ما يقرب من 2% من الناتج المحلي الإجمالي للبلاد، ويعمل في هذا القطاع أكثر من 200 ألف شخص. في عام 2011م، تم التصويت لإيرلندا باعتبارها "وجهة العطلات المفضلة في العالم" من قبل قراء دليل فرومرز Frommer ، كما صنفت شركة لونلي بلانيت Lonely Planet إيرلندا باعتبارها الدولة الأكثر ودية في العالم، ومدينة كورك باعتبارها واحدة من أفضل عشر مدن في العالم، كما تم اختيار موقع مجلس السياحة الإيرلندي، DiscoverIreland.com، بوصفه أفضل موقع مجلس سياحي في العالم. معظم السياح الذين يزورون إيرلندا يأتون من المملكة المتحدة والولايات المتحدة وألمانيا وفرنسا.

## النقل في إيرلندا
شركة طيران أير لينجوسر، هي شركة الطيران الوطنية الإيرلندية، والتي تخدم أوروبا وأميركا الشمالية وشمال أفريقيا، وعلى الرغم من ذلك فالغالبية العظمى من الرحلات الجوية القادمة من أوروبا القارية تأتي عبر شركة إيرلندية أخرى، وهي ريان إير، والتي تعد أكبر شركة طيران منخفضة التكلفة في العالم. تطير هذه الخطوط الجوية، إلى جانب شركات طيران أخرى، إلى جميع المطارات الدولية الثلاثة في إيرلندا، مطار شانون، ومطار دبلن، ومطار كورك. ويعد مطار دبلن هو الأكثر ازدحامًا على الإطلاق، حيث استقبل أكثر من 80% من الركاب الداخلين إلى إيرلندا والمغادرين منها في عام 2011. إلى جانب هذه المطارات، يوجد العديد من المطارات الإقليمية الأخرى في البلاد بما في ذلك مطار أيرلندا الغربية ومطار كيري، وكلاهما يشغل رحلات دولية إلى أوروبا.
بالنسبة للمسافرين من أوروبا القارية والمملكة المتحدة، فإن الطريقة الأخرى لدخول البلاد هي عن طريق البحر، من خلال رحلات بالعبارة من روسكوف، وشيربورغ في فرنسا، وليفربول في إنجلترا، وبمبروك، وفيشجارد، وهولي هيد في ويلز، ودوغلاس في جزيرة مان ، وشانت اندر في إسبانيا. يتم تشغيل هذه الطرق بواسطة العبارات الإيرلندية، ستينا لاين، عبارات سلتيك لينك، عبارات بي آند أو فيريز، وعبارات بريتني فيريز.
تربط الطرق السريعة مدينة دبلن بجميع المدن الكبرى في البلاد، وهناك خطط لتوسيع نظام الطرق السريعة في المستقبل. في السنوات الأخيرة، تحسنت جودة الطرق في إيرلندا بشكل كبير، مع ظهور النمر السلتي (مرحلة الأزدهار الإيرلندي) وتمويل الاتحاد الأوروبي الكبير، على الرغم من أن الطرق خارج الطرق الرئيسية، ربما لا يمكن التنبؤ تمامًا بمدى جودتها وصيانتها، خاصة في المناطق الريفية مثل مقاطعة كيري ومقاطعة دونيجال.
شبكة السكك الحديدية، والسكك الحديدية الخفيفة (الترام) في إيرلندا ليست واسعة النطاق كما كانت في السابق، ولكن لا يزال من الممكن الانتقال من مدينة إلى أخرى باستخدام نظام السكك الحديدية، على الرغم من إغلاق العديد من المحطات الريفية. في الوقت الحالي يوجد نظام واحد فقط للسكك الحديدية الخفيفة في البلاد، وهو نظام لواس Luas في دبلن. افتُتح هذا النظام في عام 2004م، ونظراً لعدد الأشخاص المستفيدين منه (والذي قُدر بحوالي 27.5 مليون مستفيد في عام 2010م)، فقد تم وصفه بأنه "أفضل قصة نجاح للنقل العام في دبلن"، وذلك من قبل وزير النقل والسياحة والرياضة، ليو فارادكار، في عام 2011م.

## سيل ريل
تعمل وسائل النقل لسكك حديد ويلز، وإياررود إيرين، بالإضافة إلى العبارات الإيرلندية، وخط ستينا على الترويج لـ سايل رايل SailRail 
توفر تذاكر SailRail (وهي نمط من التذاكر يسمح لحاملها بالمزج في السفر بين الإبحار واستخدام السكك الحديدة) وسيلة مخفضة للسفر من أي مكان على شبكة السكك الحديدية في المملكة المتحدة إلى أي مكان على شبكة السكك الحديدية في إيرلندا بتذكرة واحدة. يجب وجود اتصال بالحافلات من ميناء دبلن للوصول إلى محطات القطار الرئيسية في دبلن، كونولي أو هيوستون.

## المدن

### دبلن
أكبر مدينة في إيرلندا هي دبلن. وبسبب قربها من بريطانيا، كانت المدينة الأكثر أهمية في إيرلندا أثناء الغزو التيودور لإيرلندا والغزوات البريطانية اللاحقة حتى بعد عام 1922م، عندما تم تشكيل دولة إيرلندا الحرة. وبما أن البريطانيين كانوا متواجدين في دبلن لأكثر من 500 عام، فقد قاموا ببناء معظم المباني التاريخية من عام 1500 فصاعدًا. وبما أن مطار دبلن يقع خارج المدينة مباشرةً، فإن معظم الزوار الدوليين إلى إيرلندا يبدأون إقامتهم من دبلن. من بين مناطق الجذب الرئيسية في دبلن قلعة دبلن، والتي كانت مقرًا للحكم البريطاني في إيرلندا حتى عام 1922م، وهناك أيضًا فينيكس بارك، أحد أكبر حدائق وسط المدينة في العالم،  ومكتب البريد العام، أحد أشهر المباني في إيرلندا بسبب انتفاضة عيد الفصح عام 1916م، وسجن كيلماينهام، وهو سجن سابق تحول إلى متحف احتجز وأعدم متمردي انتفاضة عام 1916م، وكلية ترينيتي، حيث يتم الاحتفاظ بكتاب كيلز وكتاب دورو. في عام 2010م، حصلت دبلن على لقب"مدينة الأدب" من قبل اليونسكو، حيث أن العديد من الكتاب المشهورين مثل: جوناثان سويفت، وأوسكار وايلد، و ويليام بتلر ييتس، وجيمس جويس، وجورج برنارد شو، وصمويل بيكيت، من مدينة دبلن.
مناطق الجذب الأخرى
- مصنع غينيس للجعة، وهو مصنع جعة تأسس في عام 1759م، وينتج جعة غينيس. اعتبارًا من عام 2018م، أصبح هذا المكان أكثر مناطق الجذب السياحي التي تفرض رسومًا في إيرلندا.[18]
- يوم بلومزداي، وهو مهرجان للاحتفال بحياة جيمس جويس، حيث يتم إحياء أحداث روايته يوليسيس. يقام سنويًا في دبلن في 16 يونيو.[19]
- جسر هابيني، وهو جسر فيكتوري شهير يمتد فوق نهر ليفي.
- ملعب كروك بارك، أحد أكبر الملاعب في أوروبا والملعب الرئيسي للاتحاد الغاليكي لألعاب القوى (GAA).[20]
- تمبل بار، منطقة على الجانب الجنوبي من المدينة حافظت على نمط شوارعها الذي يعود إلى العصور الوسطى، مع العديد من الشوارع الضيقة المرصوفة بالحصى. وهي معروفة الآن بالحياة الليلية فيها.
- حديقة سانت ستيفن جرين، حديقة عامة في وسط المدينة.
- مباني دبلن الجورجية، مثل مبنى الجمارك والمنازل في ساحة فيتزويليام وساحة ميريون وساحة ماونتجوي وساحة بارنيل وشارع هنريتا (أحد المباني في شارع هنريتا هو الآن متحف يعرض تاريخ هذا المبنى الجورجي على وجه الخصوص).
- جسر صمويل بيكيت، معلم حديث من القرن الحادي والعشرين ( النمر السلتي ) في منطقة دوكلاندز.
- "برج الألفية" أو برج دبلن، وهو معلم حديث يعود تاريخه إلى القرن الحادي والعشرين ويقع في شارع أكونيل.
- مكتب البريد العام، وهو مبنى من العصر الجورجي المتأخر، يقع في شارع أكونيل وكان بمثابة المقر الرئيسي لزعماء انتفاضة عيد الفصح عام 1916م.
- كاتدرائية القديس باتريك، كاتدرائية من القرن الثاني عشر تعمل ككاتدرائية وطنية لكنيسة إيرلندا، أعيد بناؤها إلى حد كبير في القرن التاسع عشر.
- كاتدرائية كنيسة المسيح، كاتدرائية تعود للقرن الحادي عشر، وكاتدرائية الأبرشيات المتحدة في دبلن وجليندالوغ وكاتدرائية الإقليم الكنسي للمقاطعات المتحدة في دبلن وكاشيل في الكنيسة (الأنجليكانية) في إيرلندا، أعيد بناؤها إلى حد كبير في القرن التاسع عشر.

### كورك
تقع مدينة كورك على الساحل الجنوبي لإيرلندا، وهي ثاني أكبر مدينة في البلاد. وبسبب الزيادة السكانية الكبيرة في القرن التاسع عشر، فإن العديد من المباني العامة تعود إلى هذا العصر. وفي هذه الفترة تم بناء كاتدرائيتين، كاتدرائية سانت ماري وسانت آن، وكاتدرائية سانت فين باري. من المعالم التاريخية الأخرى في هذا الوقت سجن مدينة كورك الذي اُفتتح في عام 1824م، وأعيد تطويره بوصفه مركز للزوار في التسعينيات. أشهر مباني مدينة كورك هو، كنيسة القديسة آن في شاندون، والتي تعد رمزًا للمدينة، وهي تشتهر ببرج الساعة الذي يطلق عليه اسم "الكذاب ذو الوجوه الأربعة"، بسبب اختلافات قليلة في توقيت ساعاته الأربع. يقع مطار كورك خارج المدينة مباشرةً ويربط كورك بالعديد من المدن الأوروبية الأخرى، على الرغم من أن العديد من خطوط الطيران المباشرة متاحة فقط في فصل الصيف.
مناطق الجذب الأخرى
- حديقة فوتا للحياة البرية، وهي حديقة حيوانات تقع خارج المدينة مباشرة في جزيرة فوتا، وهي الآن واحدة من مناطق الجذب السياحي الأكثر شعبية في البلاد.[22]
- حصن إليزابيث، حصن نجمي يعود تاريخه إلى القرن السابع عشر، يقع قبالة شارع باراك، تم بناؤه في الأصل كحصن دفاعي خارج أسوار المدينة، وهو الآن معلم جذب سياحي.
- دار الأوبرا في كورك، دار الأوبرا التي تم بناؤها في خمسينيات القرن التاسع عشر.
- السوق الإنجليزي، سوق المواد الغذائية الذي يعود تاريخه إلى عام 1610م. يجذب السوق الزوار من جميع أنحاء العالم، بما في ذلك زيارة الملكة إليزابيث الثانية خلال زيارتها الرسمية في عام 2011م.[23][24]
- جامعة كلية كورك، إحدى الجامعات الوطنية الأيرلندية، تحظى أراضيها بشعبية كبيرة بين الزوار بسبب تدفق نهر" لي" من خلالها.
- قلعة بلارني، قلعة من العصور الوسطى في بلارني، وهي بلدة تقع غرب مدينة كورك مباشرة. القلعة الآن عبارة عن خراب جزئي مع بعض الغرف والأسوار التي يمكن الوصول إليها وهي موقع حجر بلارني، وهو حجر يشاع أنه يمنحك هدية البلاغة عندما تقبله.
- جزيرة سبايك، وهي جزيرة سجن سابقة تقع في ميناء كورك، قبالة ساحل كوب. تم بناء حصن على شكل نجمة بمساحة 24 فدانًا في أواخر القرن الثامن عشر، وأصبح أكبر سجن في العالم في خمسينيات القرن التاسع عشر، خلال سنوات المجاعة. تم تحويل الجزيرة إلى منطقة جذب سياحي في عام 2016م، وفازت بلقب "منطقة الجذب السياحي الرائدة في أوروبا" في عام 2017م.

### ليمريك
تقع مدينة ليمريك على مصب نهر شانون، وكانت بمثابة مدينة بوابة مهمة لأكثر من 800 عام. وبفضل موقع المدينة في منتصف الممر الأطلسي، وقربها من مطار شانون (12 ميلاً) وتواجد العديد من الفنادق ذات الأسعار المعقولة، باتت المدينة وجهة أساسية للسياح المسافرين على طول الساحل الغربي لإيرلندا، على الرغم من أن المدينة زاخرة بالعديد عوامل الجذب في حد ذاتها. وربما تكون قلعة الملك جون في الحي الذي يعود تاريخه إلى العصور الوسطى في المدينة، من بين المعالم الأكثر شهرة في المدينة، حيث يعود تاريخها إلى عام 922م. وتحيط أسوار مدينة ليمريك القديمة بجزء صغير من الموقع، على الرغم من انهيار معظم الجدران. كما تعد كاتدرائية "سانت ماري" الموجودة في الحي الذي يعود تاريخه إلى العصور الوسطى، من الأماكن التي يجب زيارتها. وهي كاتدرائية تم ترميمها بالكامل، وتعود للقرن الثاني عشر، وتتمتع بإطلالات على المدينة. كما يحتضن متحف هانت في المدينة واحدة من أعظم المجموعات الخاصة في العالم، والتي فازت بجائزة متحف العام عدة مرات على مر السنين. حيث يحتوي المتحف على مجموعة واسعة من القطع الفنية والنحتية القديمة، وتلك التي تعود إلى العصور الوسطى، والتي نشأت من مواقع وحضارات متنوعة حول العالم بما في ذلك اليونان القديمة، وروما القديمة، ومصر القديمة، وحضارة الأولمك. ويضم المتحف أيضًا أعمال العديد من الفنانين، مثل: بابلو بيكاسو، وبيير أوغست رينوار، وجاك ب. ييتس، وهنري مور.
مناطق الجذب الأخرى
- قرية ومتحف فوينيس، قرية صغيرة خارج مدينة ليمريك كانت آخر ميناء للطائرات المائية المتجهة إلى الأمريكتين. أصبح هذا الامتداد من نهر شانون أحد أكبر المطارات المدنية في أوروبا أثناء الحرب العالمية الثانية، وكان المكان الذي تم فيه تقديم مشروب القهوة الأيرلندية لأول مرة.[28][29]
- كاتدرائية القديس يوحنا، واحدة من كاتدرائيتين في المدينة، وقد ظلت قيد الاستخدام المستمر منذ عام 1861م، ويبلغ ارتفاع برجها الأعلى 94 مترًا، وهو الأطول في البلاد. تم بناؤه على الطراز القوطي الجديد، وهو أحد المباني الإيرلندية القليلة التي صممها فيليب تشارلز هاردويك.[30]
- أداري، وجهة سياحية ومركز تراثي، لا تزال العديد من المباني في هذه القرية تحمل أسقفها القشية الأصلية أو واجهاتها الحجرية المصنوعة يدويًا.[31]
- بحيرة غور، واحدة من أهم المواقع الأثرية في إيرلندا، وقد عاش البشر في بحيرة غور منذ حوالي 3000 قبل الميلاد وهي تحتوي على العديد من البقايا الصخرية.

### غالواي
حصلت غالواي على صفة مدينة في عام 1484م، واحتفلت بالذكرى المئوية الخامسة لها في عام 1984م. غالواي لا تشتهر في حد ذاتها بمعالمها السياحية، بل تشتهر بأجوائها المفعمة بالحيوية ومشهدها الترفيهي. ويرجع هذا جزئيًا إلى أن 25% من سكان غالواي (75,529 في عام 2011م) يتشكلون في المقام الأول من طلاب جامعة غالواي الوطنية، ومعهد غالواي للتكنولوجيا GMIT، وهما مؤسستان تعليميتان من المستوى الثالث في المدينة. وتحظى مدينة غالواي بشعبية، خاصة بين السياح الأمريكيين، حيث يُقال أن غالواي هي أكثر المدن "إيرلندية" في إيرلندا، وهي واحدة من المناطق الحضرية القليلة التي من المحتمل أن تسمع فيها اللغة الإيرلندية.
تقع العبارة إلى جزر آران على بعد حوالي 40 دقيقة، وهي تتحرك من قرية روسافال بشكل منتظم. وتقع جزر آران في خليج غالواي، واللغة الأيرلندية هي اللغة الأكثر استخدامًا على الإطلاق في الجزر، حيث يستخدم الغالبية العظمى من السكان اللغة بانتظام. ونظرًا لأن الجزر بعيدة جدًا عن البر الرئيسي، فإن السيارات نادرة جدًا، والشكل الرئيسي للتنقل هو الدراجة.

### واترفورد
واترفورد هي مدينة تقع في منطقة جنوب شرق إيرلندا. وهي أصغر مدينة في البلاد، ويبلغ عدد سكانها ما يزيد قليلاً عن 53,504 نسمة في عام 2016م، على الرغم من أنها المدينة الأقدم، حيث أسسها الفايكنج في عام 324م. تقع المدينة في الجنوب الشرقي، وتتمتع بأحد أكثر المناخات دفئًا في إيرلندا، حيث تحصل في المتوسط على ساعة إضافية من أشعة الشمس كل يوم. وتقع مدينة ترامور الساحلية جنوب واترفورد مباشرةً ويبلغ طول شاطئها 5كم، وهو أيضًا مكان لممارسة رياضة ركوب الأمواج.

## السواحل والمنتجعات
بما أن جمهورية إيرلندا تشغل ما يزيد قليلاً عن 80% من جزيرة إيرلندا، فقد أصبحت البلاد مشهورة بسواحلها الخلابة وقراها وبلداتها على الساحل. وتقع أشهر هذه المنتجعات في غرب إيرلندا، وخاصة في محافظة مونستر، وهناك مناطق أخرى من البلاد، ولكل منها منتجعاتها الخاصة أيضًا. تُعد جروف (منحدرات) موهير من أشهر المنحدرات في إيرلندا، غير أن أعلى المنحدرات في إيرلندا هي منحدرات كرواجون، على الساحل الأطلسي لجزيرة أتشيل قبالة مقاطعة مايو، والتي يصل ارتفاعها إلى 688م، أي أكثر من ثلاثة أضعاف ارتفاع جروف موهير. غالبًا ما يتم ذكر جروف سليف لياجو Slieve League في مقاطعة دونيجال، بشكل غير صحيح، على أنها الأعلى، ولكن بارتفاع 601م فقط، وهي بذلك تأتي في المرتبة الثانية.
تشتهر منطقة جنوب، وجنوب غرب أيرلندا بشكل خاص، بمنتجعاتها الساحلية بما في ذلك كيلكي، ولاهينش، وكويلتي وسبانيش بوينت، ودونبيج في مقاطعة كلير؛ ويوجال وباليكوتون، وكينسالي، وبانتري في مقاطعة كورك؛ وجلينبيج، ودينجل، وكاسل جريجوري، وباليبونيون في مقاطعة كري. وبما أن غرب البلاد يواجه المحيط الأطلسي العاصف، فقد أصبح مكانًا مثاليًا لركوب الأمواج، وخاصة في مقاطعات دونيجال وسليجو وكلير.

## مسارات ومناطق السياحة
لقد تم تطوير عدد من المسارات، والمناطق السياحية في إيرلندا، وذلك في العقد الأول من القرن الحادي والعشرين، بهدف تسويق إيرلندا كوجهة سياحية.

### الطريق الأطلسي البري
طريق القيادة السياحية، الطريق الأطلسي البري، يمتد لمسافة 2500كم (1600ميل) من الطريق على طول الساحل الغربي.

### الشرق القديم لإيرلندا
شرق إيرلندا القديم، هي منطقة سياحية تضم 17 مقاطعة على الجانب الشرقي من إيرلندا. وهي مقسمة إلى ثلاث "مناطق"،  ومبنية حول أربعة "ركائز" هي: إيرلندا القديمة، وإيرلندا المسيحية المبكرة، وإيرلندا العصور الوسطى، وإيرلندا الإنجليزية.

### المناطق المخفية في إيرلندا
تعد منطقة Hidden Heartlands في إيرلندا، منطقة سياحية تضم منطقة شانون وطريق بيرا- بريفن Beara-Breifne. تم افتتاحه في يوليو 2018م. على عكس طريق المحيط الأطلسي البريWild Atlantic، لا يوجد في المنطقة السياحية مسار محدد للقيادة، وبدلاً من ذلك، يسلط الضوء على المعالم السياحية المختلفة في مقاطعات ويستميث، وأوفالي، وروسكومون، ولونجفورد، وكافان، وليتريم، وأجزاء من تيبيراري، وكلير، وغالواي.

### منطقة ريكس
منطقة ريكس هي منطقة سياحية في مقاطعة كري والتي تم إنشاؤها كمفهوم تسويقي للوجهة في عام 2018م، بعد أن تم الترويج لها سابقًا باسم "منطقة ميد كري". تم التصويت على المنطقة باعتبارها واحدة من "أفضل 6 مناطق للزيارة" على مستوى العالم في عام 2019م، وذلك من قبل الشركة البريطانية "أدلة تقريبيةRough Guides"، والمنطقة استمدت اسمها من ماكجيليكودي ريكس MacGillycuddy Reeks .

## المهرجانات والفعاليات

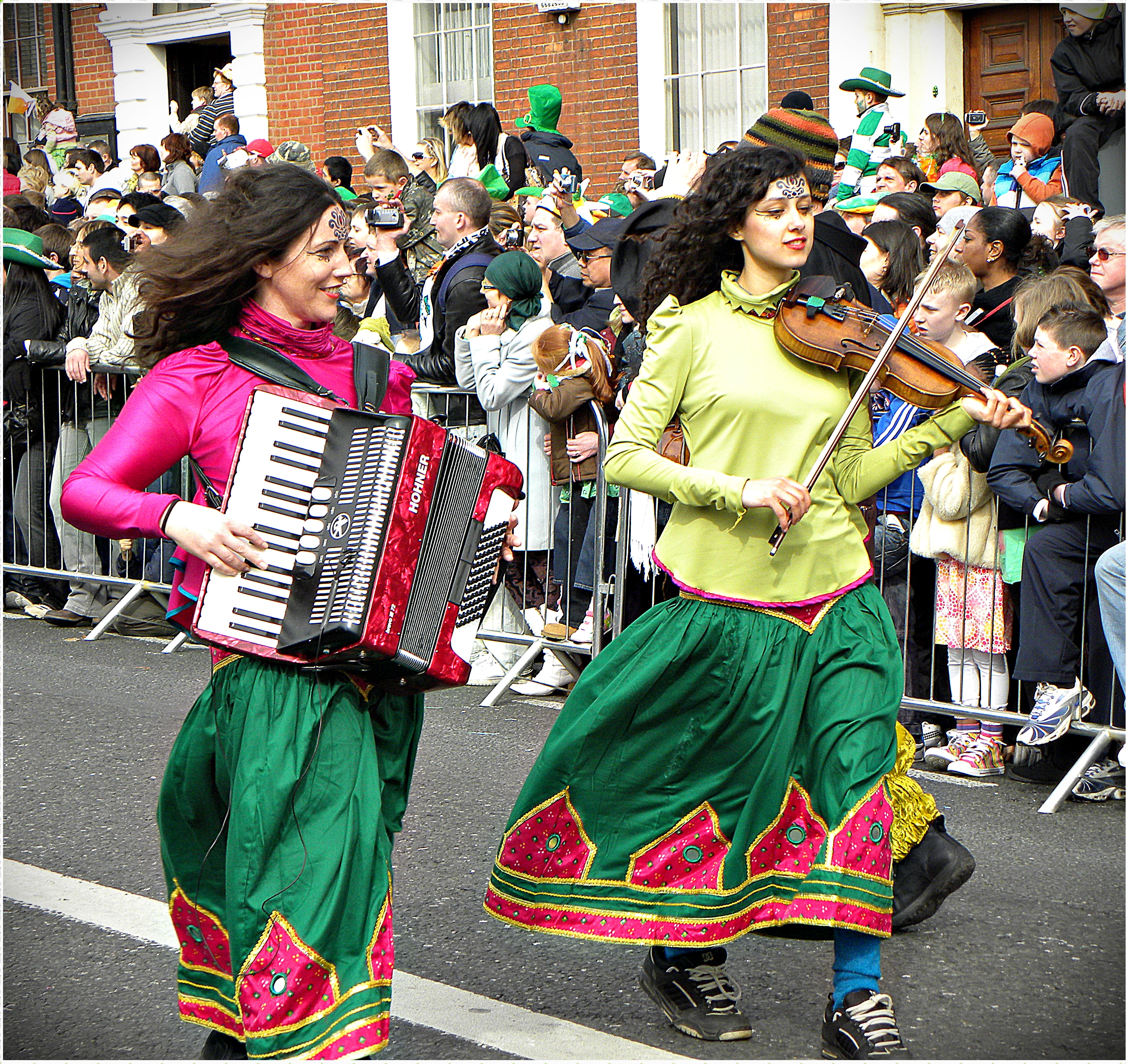
نساء يعزفن على الكمان في موكب عيد القديس باتريك بدبلن

تتمتع إيرلندا بالعديد من المهرجانات، والتي يقام معظمها بشكل سنوي. المهرجان الأكثر شهرة على الإطلاق هو مهرجان يوم القديس باتريك الذي يقام في كل مقاطعة في جميع أنحاء إيرلندا، ويحتفل بالثقافة الإيرلندية في جميع أنحاء العالم. على الرغم من أن مهرجانات عيد القديس باتريك تقام في جميع أنحاء العالم في 17 مارس، فإن المهرجان في إيرلندا يستمر لأكثر من أسبوع، ويشمل المسيرات في اليوم السابع عشر، بالإضافة إلى احتفالات مهرجان سكاي فيستSkyfest، وهو عرض للألعاب النارية يقام في مكان مختلف في إيرلندا كل عام. ويتضمن جزء من الاحتفالات "أسبوع اللغة الإيرلندية Seachtain na Gaeilge"، والذي يهدف إلى الترويج للغة الإيرلندية خلال الأسبوعين السابقين للمهرجان. ويعد العرض في دبلن هو نقطة المهرجان المحورية، حيث حضره في عام 2012م، أكثر من 500 ألف شخص.
بالنسبة لشعب إيرلندا، ربما تكون الأحداث الرياضية الأكثر احتفالًا هي النهائيات السنوية لبطولة عموم إيرلندا للهيرلينغ للكبار، وبطولة عموم إيرلندا لكرة القدم للكبار. وتُقام هذه المباريات عادةً في منتصف شهر سبتمبر، وفي العادة يتم بيع جميع التذاكر، حيث يتواجد أكثر من 80 ألف شخص في ملعب كروك بارك، وهو أكبر ملعب في أوروبا، ومع ذلك، لا يُستخدم في المقام الأول لكرة القدم.
مهرجان آخر يحتفل بالثقافة الإيرلندية، والشتات الإيرلندي في جميع أنحاء العالم، هو مهرجان "روز ترالي"، وهو عبارة عن مسابقات دولية، يتم الاحتفال بها بين المجتمعات الإيرلندية في جميع أنحاء العالم، وتقام سنويًا في مدينة تريلي في مقاطعة كيري. ويتم اختيار الفائزة بناءً على شخصيتها وقدرتها على أن تكون قدوة جيدة للمهرجان ولإيرلندا أثناء رحلاتها حول العالم. وعلى العكس من المسابقات الأخرى، فلا يتم الحكم هنا على المتنافسات، بناء على مظهرهن أو أجسادهن. أحد القواعد الوحيدة للمسابقة هو أن الحسناوات المتقدمات يجب أن يكن من أصل إيرلندي.

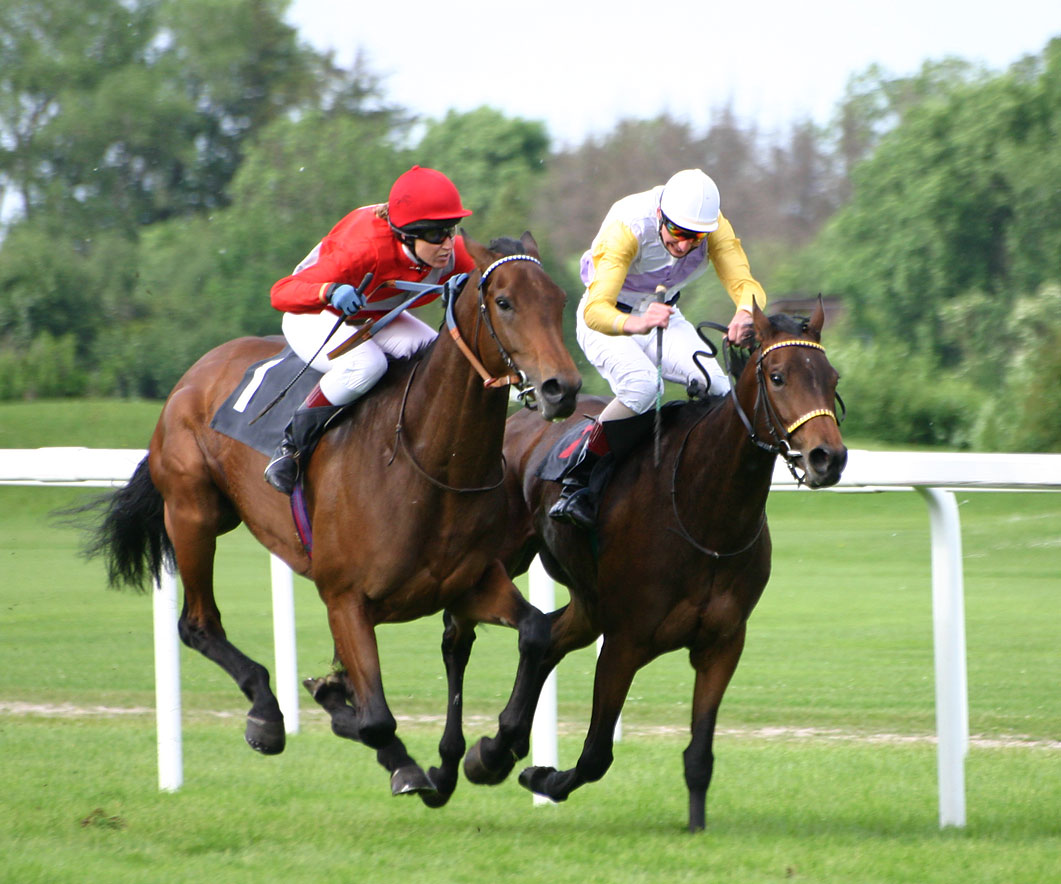
سباق الخيل

سباقات غالواي، هو مهرجان سباق الخيل الأيرلندي الذي يبدأ في آخر يوم اثنين من شهر يوليو من كل عام. وبشكل تقليدي، يكون يوم الخميس هو الأكثر ازدحامًا بالسباقات، عندما يقام سباق غالواي للحواجز ويوم السيدات. وتشتهر سباقات غالواي في جميع أنحاء العالم بأنها واحدة من أكبر سباقات الخيل في العالم. وتشير التقديرات إلى أن عدد الحضور خلال المهرجان، الذي يستمر لمدة أسبوع يصل إلى ما يقرب من 150 ألف شخص.
يقام "مهرجان غالواي الدولي للمحار" في مدينة غالواي. وقد فاز بعدد من الجوائز والألقاب بما في ذلك "أحد أعظم 12 عرضًا على وجه الأرض" من قبل صحيفة صنداي تايمز، وتم إدراجه في دليل السفر AA بوصفه واحد من أفضل سبعة مهرجانات في أوروبا، وعلى قدم المساواة مع مهرجان ميونيخ للبيرة.
يعد "مهرجان بيكنيك اليكتريك Electric Picnic" مهرجانًا موسيقيًا شعبيًا آخر يقام في قاعة سترادبالي بمدينة سترادبالي بمقاطعة لاويس كل عام منذ عام 2004م. تم التصويت لهذا المهرجان بوصفه أفضل مهرجان أوروبي متوسط الحجم في حفل توزيع جوائز المهرجانات الأوروبية عام 2010م، كما تم التصويت له بوصفه أفضل مهرجان كبير في كل من جوائز المهرجانات الأيرلندية الأربعة الأخيرة منذ أن بدأت في عام 2007م. وبالمقارنة مع المهرجانات الموسيقية الكبرى الأخرى، هناك تركيز أكبر على خدمات المهرجان عالية الجودة مثل ترتيبات الطعام والنوم. وقد اشارممثلو مجلة رولينغ ستون، إلى أن هذا المهرجان، يعد أحد أفضل المهرجانات التي حضروها على الإطلاق.

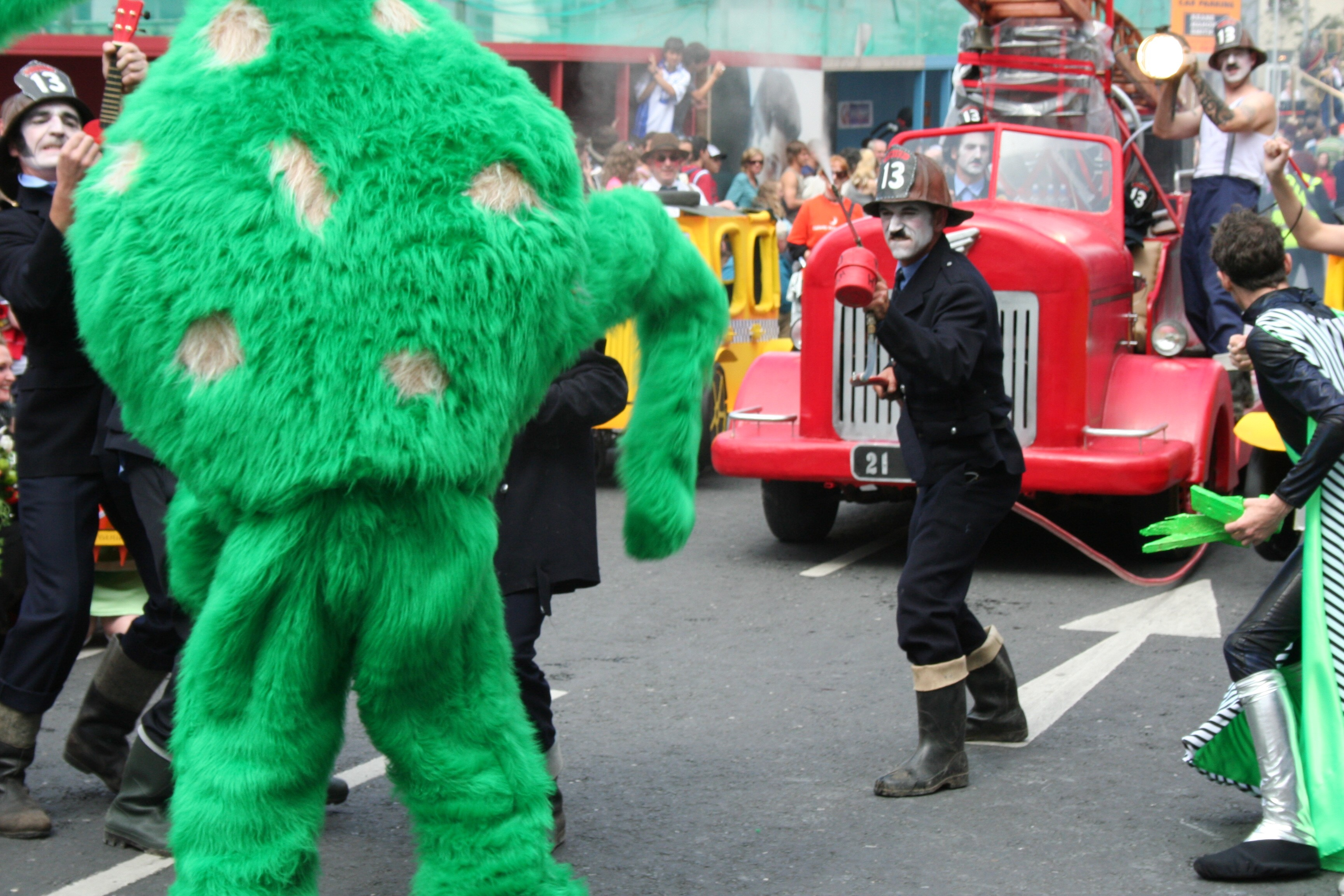
مهرجان غالواي للفنون

يعد مهرجان "ليسدونفارنا للتوفيق"، أحد أقدم المهرجانات في إيرلندا، حيث بدأ في عام 1892م. ويقام المهرجان كل عام في شهر سبتمبر، ويجذب ما بين 20 إلى 40 ألفًا من عشاق الرومانسية، القادمين من جميع أنحاء العالم، للمشاركة في الفعاليات. يستخدم "ويلي داليWillie Daly "، خبير التوفيق بين الأشخاص، دفتر ملاحظاته الذي يحتوي على ملفات تعريف الباحثين عن الحب، لمطابقة الأزواج المحتملين، وقد تطور المهرجان ليصبح أكبر مهرجان للتوفيق بين الأشخاص في أوروبا.
مهرجان غالواي للفنون، هو مهرجان فني سنوي يقام كل شهر يوليو في مدينة غالواي. ويعد احتفالاً دولياً بالفنون المسرحية والبصرية، ومعرضاً مهماً للفنون الأيرلندية. يحضر هذا الحدث سنويًا حوالي 150 ألف شخص. بدأ المهرجان في عام 1978م، ويستمر في النمو، بوصفه وجهة جذب رئيسية للزوار الوطنيين والدوليين.

## السياحة الجيولوجية

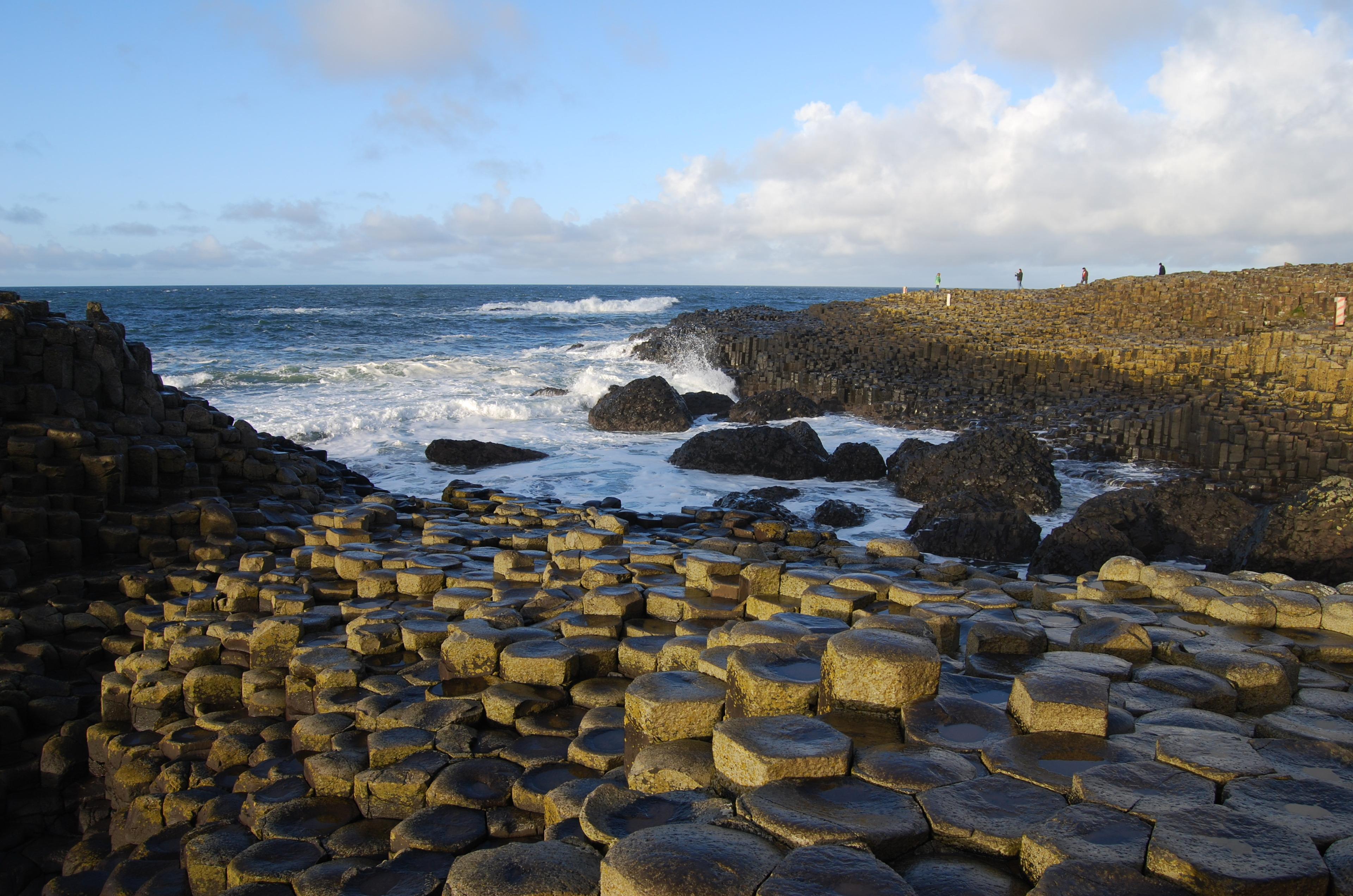
ممر العمالقة (إيرلندا)

تتمتع إيرلندا بالعديد من المعالم الجيولوجية، والتي يقع معظمها على طول ساحل البلاد. والوجهتان الجيولوجيتان الأكثر شهرة في جمهورية إيرلندا تقعان في مقاطعة كلير؛ جروف موهير وبورين. وهناك ظاهرة جيولوجية أخرى جديرة بالملاحظة، وهي ممر العمالقة، وتقع في إيرلندا الشمالية. تُعد جروف (أو منحدرات) موهير واحدة من أكثر المواقع زيارةً في البلاد، حيث يعود تاريخ الصخور الموجودة في أسفل الجروف إلى حوالي 320 مليون سنة، والتي تشكلت عندما كانت إيرلندا تحت الماء خلال العصر الفحمي (الكربوني). وتتشكلت منطقة بورين أيضًا خلال هذه الفترة. عندما غمرت مياه البحر الاستوائية جنوب البلاد، بدأ تراكم المرجان ( الحجر الجيري )، ليغطي العديد من الأماكن في إيرلندا. وعندما ضحل البحر، ترسبت الصخور مثل الحجر الرملي والطفل الصفحي فوق الحجر الجيري، مما أدى إلى تغطيته مرة أخرى بشكل فعال. تعد منطقة بورين واحدة من أكبر المناظر الطبيعية الكارستية في أوروبا، وهي واحدة من الأماكن القليلة في البلاد حيث يمكن رؤية الحجر الجيري فوق الأرض.
تتمتع أيضًا العديد من الجبال الإيرلندية بتميز جيولوجي، حيث تشكل معظمها في العصر الكاليدوني أو الأمريكي. تشكلت هذه الجبال ما بين 400 و250 مليون سنة، وكان ارتفاعها بنفس ارتفاع جبال الألب، ولكن مع مرور الوقت وبسبب العوامل الجوية، أصبحت أصغر بكثير.

## إحصائيات
في عام 2017م، زار إيرلندا حوالي 9,932,100 سائح أجنبي، وهو ما يمثل زيادة بنسبة 3.5% عن رقم العام السابق (2016م) والذي بلغ 9,584,400 سائح أجنبي.
| رتبة | دولة                                 | الزوار    |
| ---- | ------------------------------------ | --------- |
| 1    | المملكة المتحدة                      | 3,728,900 |
| 2    | الولايات المتحدة & كندا              | 2,101,500 |
| 3    | ألمانيا                              | 681,400   |
| 4    | فرنسا                                | 549,300   |
| 5    | إسبانيا                              | 443,200   |
| 6    | إيطاليا                              | 363,300   |
| 7    | أستراليا، نيوزيلندا وبقية أوقيانوسيا | 208,500   |
|      | بقية أوروبا                          | 1,445,200 |
|      | بقية العالم                          | 410,800   |
|      | المجموع                              | 9,932,100 |

في عام 2016م، زار إيرلندا حوالي 9,584,400 سائح أجنبي، وهو ما يمثل زيادة بنسبة 9.8% عن الرقم المسجل في العام السابق (2015) والذي بلغ 8,643,100 سائح أجنبي.
| رتبة | دولة                                 | الزوار    |
| ---- | ------------------------------------ | --------- |
| 1    | المملكة المتحدة                      | 3,924,100 |
| 2    | الولايات المتحدة & كندا              | 1,808,000 |
| 3    | ألمانيا                              | 652,200   |
| 4    | فرنسا                                | 531,400   |
| 5    | إسبانيا                              | 394,900   |
| 6    | إيطاليا                              | 344,400   |
| 7    | أستراليا، نيوزيلندا وبقية أوقيانوسيا | 204,500   |
|      | بقية أوروبا                          | 1,379,100 |
|      | بقية العالم                          | 345,700   |
|      | المجموع                              | 9,584,400 |

في عام 2015م، زار إيرلندا حوالي 8,643,100 سائح أجنبي، وهو ما يمثل زيادة بنسبة 13.7% عن الرقم المسجل في العام السابق (2014م) والذي بلغ 7,604,400 سائح أجنبي.
| رتبة | دولة                                | الزوار    |
| ---- | ----------------------------------- | --------- |
| 1    | المملكة المتحدة                     | 3,546,900 |
| 2    | الولايات المتحدة & كندا             | 1,514,200 |
| 3    | ألمانيا                             | 629,300   |
| 4    | فرنسا                               | 504,700   |
| 5    | إسبانيا                             | 343,200   |
| 6    | بلجيكا هولندا ، & لوكسمبورغ         | 326,000   |
| 7    | إيطاليا                             | 321,400   |
| 8    | الدنمارك فنلندا النرويج و السويد    | 233,900   |
| 9    | أستراليا نيوزيلندا وبقية أوقيانوسيا | 207,600   |
|      | بقية أوروبا                         | 684,900   |
|      | بقية العالم                         | 331,000   |
|      | المجموع                             | 8,643,100 |

في عام 2014، زار إيرلندا حوالي 7,604,400 سائح أجنبي، وهو ما يمثل زيادة بنسبة 8.1% عن الرقم المسجل في العام السابق(2013م) والذي بلغ 6,985,900 سائح أجنبي.
| الرتبة | الدولة                               | الزوار    | النسبة المئوية |
| ------ | ------------------------------------ | --------- | -------------- |
| 1      | المملكة المتحدة                      | 3,163,900 | 41.6%          |
| 2      | الولايات المتحدة & كندا              | 1,328,600 | 17.5%          |
| 3      | ألمانيا                              | 455,700   | 6.0%           |
| 4      | فرنسا                                | 396,000   | 5.2%           |
| 5      | إسبانيا                              | 307,900   | 3.8%           |
| 6      | بلجيكا, هولندا, & لوكسمبورغ          | 274,700   | 3.6%           |
| 7      | إيطاليا                              | 257,800   | 3.4%           |
| 8      | الدنمارك, فنلندا, النرويج & السويد   | 200,300   | 2.6%           |
| 9      | أستراليا, نيوزيلندا وبقية أوقيانوسيا | 190,000   | 2.5%           |
|        | بقية أوروبا                          | 601,500   | 7.9%           |
|        | بقية العالم                          | 283,800   | 3.7%           |
|        | المجموع                              | 7,604,400 | 100%           |

زار إيرلندا في عام 2013م ما يقرب من 7 مليون سائح أجنبي، أو بنوع من الدقة حوالي 6,985,900، وهو ما يمثل زيادة بنسبة 7.2% عن رقم الأعوام السابقة.
| الرتبة | الدولة                               | الزوار    | النسبة المئوية |
| ------ | ------------------------------------ | --------- | -------------- |
| 1      | المملكة المتحدة                      | 2,929,000 | 42%            |
| 2      | الولايات المتحدة                     | 1,036,000 | 14.8%          |
| 3      | ألمانيا                              | 483,000   | 7%             |
| 4      | فرنسا                                | 434,000   | 6%             |
| 5      | بلجيكا, هولندا, & لوكسمبورغ          | 265,000   | 3.8%           |
| 6      | إسبانيا                              | 263,000   | 3.8%           |
| 7      | إيطاليا                              | 234,000   | 3.4%           |
| 8      | الدنمارك, فنلندا, النرويج & السويد   | 210,000   | 3%             |
| 9      | أستراليا, نيوزيلندا وبقية أوقيانوسيا | 188,000   | 2.7%           |
| 10     | كندا                                 | 123,000   | 1.8%           |
|        | بقية أوروبا                          | 575,000   | 8.2%           |
|        | بقية العالم                          | 248,000   | 3.5%           |
|        | المجموع                              | 6,985,900 | 100%           |

## قواعد الدخول
بموجب برنامج الإعفاء من الإقامة القصيرة، يمكن لأي شخص السفر إلى إيرلندا خلال الوقت المتبقي على تأشيرة المملكة المتحدة الحالية، دون الحاجة إلى الحصول على تأشيرة إيرلندية، والحصول على إذن بالبقاء في إيرلندا لمدة أقصاها 90 يومًا، أو الوقت المتبقي على تأشيرة المملكة المتحدة الخاصة بهم حتى تنتهي صلاحيتها. وفيما يلي بيان بالدول التي يطبق على مواطنيها برنامج الإعفاء من تأشيرة الإقامة القصيرة في إيرلندا.
| برنامج الإعفاء من تأشيرة الإقامة القصيرة في إيرلندا |
| --------------------------------------------------- |
| البحرين                                             |
| روسيا البيضاء                                       |
| الصين                                               |
| الهند                                               |
| كازاخستان                                           |
| كوسوفو                                              |
| الكويت                                              |
| الجبل الأسود                                        |
| عمان                                                |
| قطر                                                 |
| روسيا                                               |
| السعودية                                            |
| صربيا                                               |
| تركيا                                               |
| أوكرانيا                                            |
| الإمارات العربية المتحدة                            |
| أوزبكستان                                           |

يمكن لمواطني معظم البلدان دخول إيرلندا بدون تأشيرة، أو من خلال برنامج الإعفاء من تأشيرة الإقامة القصيرة، ومع ذلك يحتاج مواطنو بعض البلدان إلى تأشيرة عبور، حتى يتمكنوا من السفر عبر إيرلندا في طريقهم إلى دولة أخرى؛  وفيما يلي بيان بالدول، التي يحتاج مواطنيها إلى تأشيرات عبور:
| مواطنو البلدان التي تحتاج إلى تأشيرات عبور |
| ------------------------------------------ |
| أفغانستان                                  |
| ألبانيا                                    |
| كوبا                                       |
| جمهورية الكونغو الديمقراطية                |
| إريتريا                                    |
| إثيوبيا                                    |
| غانا                                       |
| إيران                                      |
| العراق                                     |
| لبنان                                      |
| مولدوفا                                    |
| نيجيريا                                    |
| الصومال                                    |
| سريلانكا                                   |
| زيمبابوي                                   |

## المنظمات السياحية
تأسست هيئة السياحة الإيرلندية بموجب اتفاق الجمعة العظيمة عام 1998م، بهدف الترويج لجزيرة إيرلندا في الخارج. ويتم تمويله بشكل مشترك من قبل الحكومة الإيرلندية، والسلطة التنفيذية لإيرلندا الشمالية بنسبة اثنين إلى واحد (2:1). تتعاون هيئة السياحة الإيرلندية مع هيئتي السياحة في الجزيرة: الهيئة الوطنية لتنمية السياحة (مرحبًا إيرلندا)، وهيئة السياحة في إيرلندا الشمالية.
تعد الهيئة الوطنية لتنمية السياحة (مرحبًا إيرلندا)، أكبر هيئة سياحية في إيرلندا، وهي المسؤولة عن الترويج للسياحة المحلية، والمساعدة في تطوير القطاع السياحي بوصفه مكون رئيس للاقتصاد الإيرلندي. تقدم المنظمة الدعم الاستراتيجي والعملي لتطوير إيرلندا، واستدامتها كوجهة سياحية. كما أن المنظمة تدير موقع Discoverireland.ie، وهو موقع حائز على جائزة 